# Sagar Cantt.
Sagar Cantt. là một thị xã quân sự (cantonment) của quận Sagar thuộc bang Madhya Pradesh, Ấn Độ.

## Nhân khẩu
Theo điều tra dân số năm 2001 của Ấn Độ, Sagar Cantt. có dân số 35.872 người. Phái nam chiếm 52% tổng số dân và phái nữ chiếm 48%. Sagar Cantt. có tỷ lệ 72% biết đọc biết viết, cao hơn tỷ lệ trung bình toàn quốc là 59,5%: tỷ lệ cho phái nam là 77%, và tỷ lệ cho phái nữ là 66%. Tại Sagar Cantt., 15% dân số nhỏ hơn 6 tuổi.